# أنتوني هيرون
أنتوني هيرون (بالإنجليزية: Anthony Herron)‏ هو لاعب كرة قدم أمريكية أمريكي، ولد في 24 سبتمبر 1979 في بوليغ بروك في الولايات المتحدة.

## وصلات خارجية
- أنتوني هيرون على موقع مرجع كرة القدم المحترفة.كوم (الإنجليزية)